# Andrea Orcagna
Andrea di Cione di Arcangelo conocido como Andrea Orcagna (¿Florencia?, h. 1315/1320- Florencia, 1368), o simplemente Orcagna, fue un pintor italiano de estilo italo-gótico del trecento, perteneciente a la escuela florentina; también fue escultor, orfebre, mosaísta y arquitecto. 

## Biografía
Fue alumno de Andrea Pisano y de Giotto di Bondone. Sus hermanos menores: Jacopo di Cione y Nardo di Cione también fueron pintores; Matteo di Cione, escultor. Trabajó principalmente en Florencia y Orvieto. En su obra se establece un equilibrio entre dos tendencias artísticas ligadas a las corrientes espirituales de la época: la más abstracta y conceptual, de los dominicos; y la naturalista y plástica de los franciscanos.
Entre 1343 y 1346, su nombre aparece inscrito en el arte de los gremios de Médicos y Boticarios de Florencia. En 1343 trabajaba en Santa María Novella de Florencia, para la compañía de Gesù Pellegrino. En 1352, la compañía de Orsanmichele le encargó el tabernáculo de la iglesia, un sobresaliente baldaquino enriquecido con esculturas e incrustaciones. En 1354, Tommaso di Rosello Strozzi le encargó el políptico de la capilla familiar en Santa María Novella. En estos años también trabajó en las obras de Santa María del Fiore de la misma ciudad.
Entre 1359 y 1360 fue el jefe de obras de la catedral de Orvieto; y consejero de las mismas obras, de 1364 a 1367. En 1367, para uno de los pilares de Orsanmichele de Florencia, le fue encargada una tabla con dos compartimentos sobre San Mateo; que, al estar aquejado de la enfermedad de la que murió, fue terminada por su hermano Jacopo.

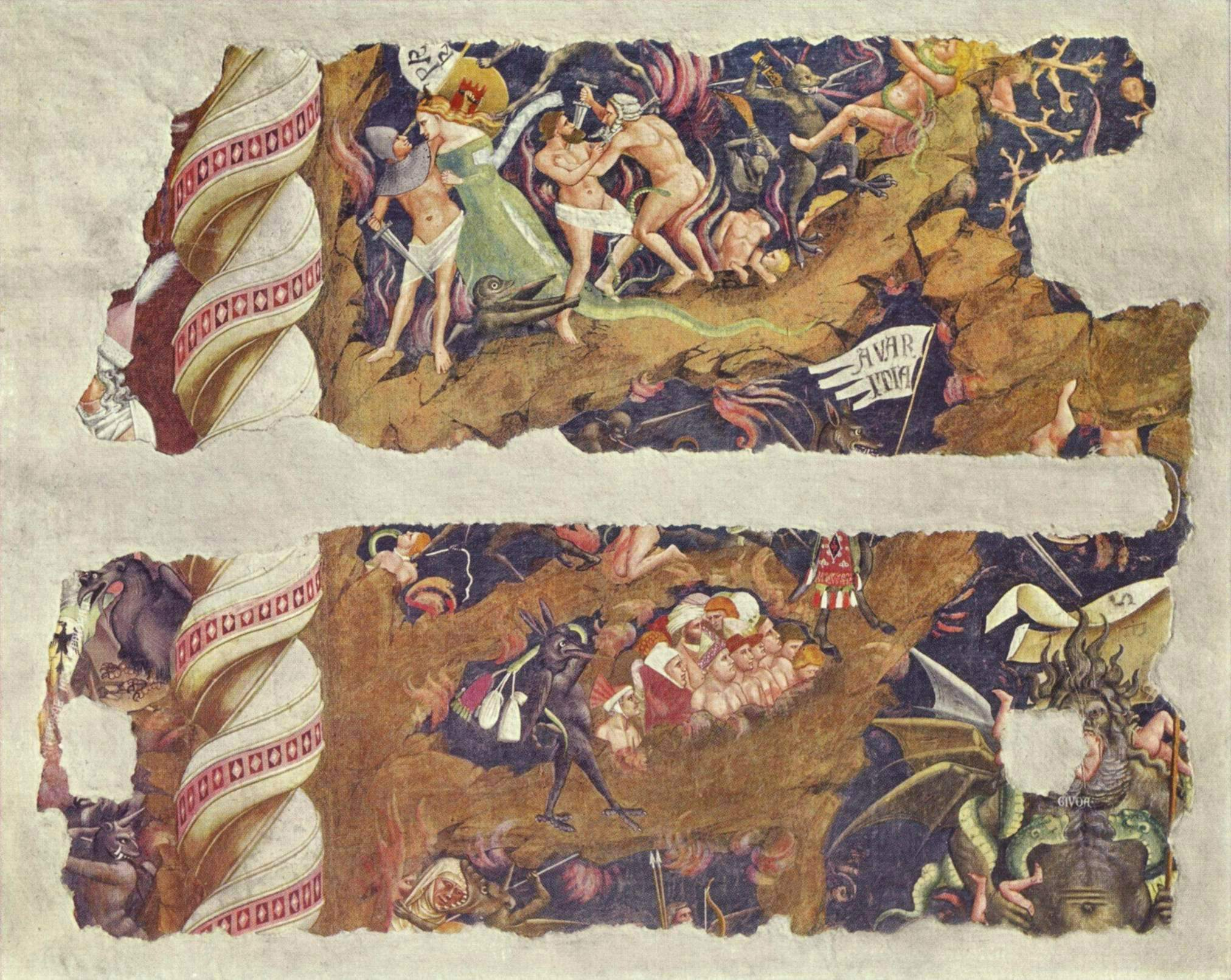
Triunfo de la Muerte (fragmento) de Andrea Orcagna, h. 1350, fresco en Santa Croce, Florencia.

Giorgio Vasari lo cita también como poeta y cuenta su biografía en Le Vite. Según Vasari, Andrea Orcagna fue la más fuerte personalidad de Florencia a mediados del siglo XIV.

## Pupilos
- Jacobo di Cione, hermano suyo, sus trabajos fueron principalmente la escultura y la arquitectura
- Tommaso del Mazza, a quien Vasari llama Tommasso di Marco.[1]
- Nello di Vani, pintor pisano que también trabajó para el Campo Santo y que se teoriza que podría ser Bernardo Nello o Giovanni Falcone.[2]

## Obras
- La expulsión del duque de Atenas (h.1343). Palazzo Vecchio. Florencia.

Desde muy temprano el arte reflejó una poderosa idea, no solamente los individuos podían obtener su liberación, sino sociedades enteras. Había un consenso general acerca de que las sociedades que no disfrutaban de un gobierno justo y que velara por el bien común podían expulsar, de un modo u otro al soberano.. un importante ejemplo de esta idea trasladada al arte pictórico es el fresco atribuido a Orcagna, actualmente en el Palazzo Vecchio de Florencia el cual ilustra la expulsión de Florencia del Duque de Atenas, en 1342, y la restauración del "vivere libero".
- Decoración de la capilla mayor del coro (1348) de Santa Maria Novella. Florencia.
- El políptico de Cristo en la gloria entre ángeles y santos (1354-1357) para el altar de la capilla Strozzi en Santa Maria Novella. Florencia.
- El tabernáculo de Orsanmichele en Florencia (1355-1359), que fue considerado como "la más perfecta obra de su clase en el gótico italiano" .
- El fresco El triunfo de la muerte que inspiró a Franz Liszt su Totentanz, uno de sus mejores conciertos.
- Frescos del refectorio de la Basílica del Santo Spirito (h.1360). Florencia.

En colaboración con su hermano Jacopo: 
- El tríptico de Pentecostés,
- El políptico de la Virgen con Niño entre cuatro santos (Galería de la Academia de Florencia),
- La Virgen con Niño entre ángeles (colección Kress, Washington),
- El políptico de San Mateo (Galería de los Uffizi, Florencia).

Con su hermano Matteo :
- El mosaico central de la fachada de la catedral de Orvieto (1358).

Se le ha atribuido durante largo tiempo falsamente la Loggia dei Lanzi, construida por sus alumnos Benci di Cione y Simone Talenti.